# Березовка (Хорольський район)
Березовка (рос. Берёзовка) — село в Хорольському районі Приморського краю Росії. Входить до складу Лучкинського сільського поселення.

## Населення
Чисельність населення за роками:
| 2002 | 2010 |
| ---- | ---- |
| 326  | 244  |

За даними перепису населення 2010 року на території села проживало 244 особи. Частка чоловіків у населенні складала 52,1% або 127 осіб, жінок — 47,9% або 117 осіб. Національний склад станом на 2002 рік: росіяни — 88% або 287 осіб, українці — 8,9% або 29 осіб.